# 1994年10月逝世人物列表
1994年逝世人物列表：1月 - 2月 - 3月 - 4月 - 5月 - 6月 - 7月 - 8月 - 9月 - 10月 - 11月 - 12月
1994年10月逝世人物列表，是用於匯總1994年10月期間逝世人物的列表。

## 依日期排序

### 1日
- 大衛·伯格，75歲，美國宗教運動「國際家庭」的創始人和領導人。
- 羅恩·赫倫，64歲，英國建築師和教師。[1]
- 巴德·豪瑟，93歲，美國田徑運動員。[2]
- 唐納德·羅伊·歐文，74歲，加拿大政治家。
- 奧魯耶米·卡約德，26歲，奈及利亞短跑運動員[3]
- 保罗·洛伦岑，79歲，德國哲學家和數學家。[4]
- 瑪喬麗·韋弗，81歲，美國女演員[5]

### 2日
- 馬修·布萊克，86歲，蘇格蘭牧師和聖經學者。[6]
- 小克勞德·哈里斯，54歲，美國政治家。
- 哈里·霍奇金森，81歲，英國作家、記者和海軍情報官員。
- 哈里特·尼爾森，85歲，美國歌手和女演員[7]

### 3日
- 蒂姆·阿什，62歲，美國人類學家、攝影師和民族志電影製作人[8]
- 佛吉尼亞·戴爾，77歲，美國女演員和舞蹈家。[9]
- 拉西·派克基寧，77歲，芬蘭速度滑冰運動員。[10]
- 亨氏·魯漢曼，92歲，德國電影演員。[11]
- 馬克斯·伊曼紐爾王子，92歲，德國本篤會和貴族。
- 德泰勒，87歲，美國演員

### 4日
- 羊令野
- 雅德納·阿洛丁，64歲，以色列作曲家和鋼琴家。[12]
- 比爾·沙利斯，90歲，美國爵士樂編曲家。[13]
- 丹尼·加頓，49歲，美國吉他手[14]
- 什繆爾·馬林，84歲，以色列修正主義猶太復國主義活動家和政治家。
- 埃法特·納吉，89歲，埃及藝術家。
- 約翰·奧珀，85歲，美國抽象畫家。[15]
- 安德烈亞·維利斯，62歲，美國歌劇男高音。[16]

### 5日
- 呂克·朱雷特，46歲，比利時宗教邪教領袖[17]
- 戈登·賈克斯，80歲，加拿大冰球管理員。
- 妮妮·羅梭，68歲，義大利爵士小號手和作曲家，肺癌。
- 沃爾特·施林克曼，72歲，美國橄欖球運動員和教練。[18]
- 威廉·R·斯梅德伯格三世，92歲，美國海軍中將。
- 雅克·塔里德，91歲，法國演員。
- 道格·威爾迪，72歲，美國漫畫家和漫畫家。[19]

### 6日
- 喬·科魯伊特，66歲，比利時商人。
- 佩爾·莫爾希·漢森，89歲，挪威運動員和商人。
- G·約瑟夫·陶羅，88歲，美國法官和首席大法官（1970-1976）。[20]
- 塔德烏什·扎基耶，79歲，波蘭音樂學家、音樂公關人員、美食作家。[21]

### 7日
- 彼得·阿爾貝蒂，80歲，蘇聯/俄羅斯畫家。
- 瑪雅·布爾加科夫，62歲，蘇聯/俄羅斯女演員[22]
- 布魯斯·科克，78歲，美國物理學家。
- 雷·埃勒夫森，66歲，美國籃球運動員。[23]
- 傑克·菲茨傑拉德，80歲，愛爾蘭工黨政治家。
- 卡洛斯·格雷西，92歲，巴西武術家。
- 維克多·哈圖耶夫斯，39歲，蘇聯/拉脫維亞冰球後衛，左邊鋒。
- 詹姆斯·希爾，75歲，英國影視導演、編劇、製片人。[24]
- 尼尔斯·杰尼，82歲，丹麥免疫學家。[25]
- 毛里西奧·杜瓦萊，66歲，巴西電影演員，糖尿病。

### 8日
- 安東尼·阿貝爾（Anthony Abell），87歲，英國殖民官員。[26]
- 戴安娜·邱吉爾，81歲，英國女演員，多發性硬化症。[27]
- 布萊恩·哈特利，55歲，英國數學家，專門研究群論，心臟病發作。
- 哈立德·哈桑，66歲，巴勒斯坦政治家，亚西尔·阿拉法特的顧問和激進組織法塔赫的創始人。[28]
- 艾倫·霍爾曼，89歲，美式橄欖球運動員和教練。
- 揚·德·寇寧，68歲，荷蘭政治家和社會地理學家，癌症。
- 約翰·尼利，64歲，美國爵士男高音薩克斯手和編曲家。

### 9日
- 陳良
- 賴奇·卡特，80歲，英國運動員。[29]
- 比爾·福克斯，95歲，紐西蘭政治家。
- 伊德里斯·霍普金斯，83歲，威爾士足球運動員。
- 尼古拉·卡列特尼科夫，64歲，蘇聯/俄羅斯地下音樂作曲家。
- 弗雷德·勒鮑，62歲，美國跑步者和比賽總監。[30]
- 菲力浦·伯頓·穆恩，87歲，英國核物理學家。[31]
- 勞倫斯·西蒙斯，83歲，美式橄欖球和棒球教練。
- 羅爾夫·提艾利，76歲，德國電影導演、製片人和編劇。[32]

### 10日
- 理查德·阿特金森，74歲，英國史前史學家和考古學家。[33]
- 約翰·C·查恩，70歲，美國製片人和編劇。[34]
- 諾拉·盧斯福德，92歲，紐西蘭裔美國電影女演員。
- S·M·蘇爾坦，71歲，孟加拉國畫家。

### 11日
- 賈維斯·亨特，90歲，美國政治家。
- 今井慶二，77歲，日本短跑運動員。[35]
- 艾哈邁迪亞·賈布拉伊洛夫，74歲，法國抵抗運動成員。
- 弗蘭克·麥奎爾，79歲，美國籃球教練。[36]

### 12日
- 約翰·布萊克本，61歲，英國政治家。
- 雷蒙德·加勒特，93歲，澳大利亞軍官、攝影師和政治家。
- 傑拉德·高汀，55歲，魁北克詩人和政治家。[37]
- 維爾納·庫比茨基，79歲，德國曲棍球運動員。[38]
- 瑪諾莉·馬庫斯，66歲，羅馬尼亞電影導演和編劇。
- 雅科夫·龐金，72歲，烏克蘭羽量級希臘羅馬式摔跤手。[39]
- 薩迪·雷伯特，59歲，法國演員[40]

### 13日
- 菲奧達爾·菲奧達拉，83歲，蘇聯/白俄羅斯物理學家。
- 圖爾·柯尼格森，84歲，瑞典福音派政治家。
- 埃里克·莫爾斯，5歲，美國謀殺案受害者[41]
- 撒母耳·雅各·塞薩努斯·奧爾森，90歲，法羅群島教師、作家和翻譯。
- 圭多·沃爾夫，70歲，列支敦斯登運動射手。[42]

### 14日
- 喬康妲·迪·薇托，87歲，義大利裔英國小提琴家。[43]
- 哈里·弗萊爾，78歲，美國演員。
- 塞圖馬達瓦勞·帕加迪，84歲，印度公務員，多語言者和歷史學家。
- 尼古拉·斯科莫羅霍夫，74歲，二戰期間蘇聯空軍飛行王牌，交通碰撞。
- 卡爾·愛德華·瓦格納，48歲，美國作家、詩人、編輯和出版商。
- 佩塔爾·謝格丁，68歲，南斯拉夫障礙賽和長跑運動員。[44]

### 15日
- Avis Acres，84歲，紐西蘭藝術家、作家、插畫家和環保主義者。[45]
- 讓·達斯特，90歲，Frenck演員和戲劇導演。[46]
- 莎拉·科夫曼，60歲，法國哲學家[47]
- 喬治·米德，87歲，美國政治家。[48]
- 喬佐·托馬塞維奇，86歲，美國經濟學家和軍事歷史學家。[49]

### 16日
- 瓊·艾里（Joan Airey），68歲，英國藝術體操運動員。[50]
- 庫尼貢德·巴赫爾，75歲，德國醫生和政治家，石勒蘇益格-荷爾斯泰因州議會議員[51]
- 彼得·布羅米洛，61歲，英國演員
- 埃德·科迪，71歲，美式橄欖球運動員和教練。[52]
- 蒙尼亞·丹尼切夫斯基，83歲，英國製片人和作家。
- 米凱拉·法妮尼，21歲，義大利賽車手[53]
- 甘妮許·戈許，94歲，印度獨立活動家，革命家和政治家。
- 約瑟夫·克拉夫特，73歲，二戰期間德國空軍飛行員，後來成為德國空軍軍官。

### 17日
- P. M. Aboobacker，印度政治家。[54]
- 喬治·巴羅斯，80歲，美國演員。
- 拉爾夫·希爾，86歲，美國跑步者。[55]
- 德米特里·霍洛多夫，27歲，俄羅斯記者[56]
- 蓋斯·里斯曼，83歲，威爾士橄欖球運動員。

### 18日
- 赫爾曼·阿爾塞爾（Herman Ahlsell），75歲，瑞典導演和演員。[57]
- 李·艾倫，67歲，美國男高音薩克斯管演奏家。[58]
- 沃克·李·西斯勒，97歲，美國工程師和企業高管。[59]
- 澤維爾·德普拉茲，68歲，法國歌劇歌手和演員。[60]
- 愛斯克林克，86歲，德國Eurythmist。
- 艾迪·馬斯特，46歲，美國籃球運動員。[61]
- 孔奇塔·蒙特斯，80歲，西班牙電影女演員。[62]
- 馬克斯·穆勒，88歲，德國哲學家和天主教知識份子。[63]
- 李慶偉，74歲，中華人民共和國政治家。

### 19日
- 雷·伯懷斯特爾，76歲，美國人類學家。[64]
- 赫迪·弗利茨，94歲，德國政治家。
- 卡利爾，94歲，錫蘭醫生、社會工作者和政治家。
- 雅各·那不勒斯，83歲，義大利作曲家。
- 瑪莎·雷伊，78歲，美國喜劇演員和歌手[65]
- 向智，93歲，德國出生的上座部佛教僧侶和學者。
- 欧德里希·切尔尼克，72歲，捷克政治家和捷克斯洛伐克總理。[66]

### 20日
- 谢尔盖·邦达尔丘克，74歲，蘇聯/俄羅斯演員、電影導演和編劇[67]
- 施洛莫·卡列巴赫，69歲，猶太拉比，精神領袖，作曲家和歌手[68]
- 維奧拉·格羅斯滕，83歲，瑞典紡織品設計師。
- 芭芭拉·英格拉姆，46歲，美國R&B歌手和詞曲作者。
- 哈科布卡拉彭茨，69歲，伊朗裔亞美尼亞作家。[69]
- 伯特·蘭卡斯特，80歲，美國演員[70]
- 羅伯特·梅德利，88歲，英國藝術家。[71]
- 賈科莫·羅西·斯圖亞特，69歲，義大利電影演員。[72]
- 弗朗西斯·斯特格穆勒，88歲，美國傳記作家、翻譯家和小說作家。[73]

### 21日
- 邦尼·阿代爾，89歲，澳大利亞政治家。
- 索雷·埃林，81歲，瑞典小號手、作曲家和樂隊領隊。
- 喬治·H·蓋伊，77歲，二戰期間美國海軍轟炸機飛行員。[74]
- 杰罗姆·威斯纳，79歲，美國工程師，麻省理工學院校長。[75]

### 22日
- 威廉·弗蘭肯納，86歲，美國道德哲學家。[76]
- 哈羅德·霍普金斯，75歲，英國物理學家。
- 亨德爾·曼努埃爾，76歲，印度鋼琴家、管風琴家、指揮家、作曲家和伴奏家。
- 羅洛·梅，85歲，美國存在主義心理學家和作家[77]
- 吉米米勒，52歲，美國唱片製作人和音樂家[78]
- 班努瓦·拉甘特，41歲，法國演員，動脈瘤。
- 安德烈·贊貝利，67歲，義大利雪橇運動員。

### 23日
- 傑克·吉布森，86歲，英語校長、學者和登山家。
- 罗伯特·蓝辛，66歲，美國演員[79]
- 比爾·倫納德，78歲，美國記者和電視主管[80]
- 耶斯羅爾·貝爾·歐德塞爾，106歲，以色列Breslover Hasid和拉比。
- 科內利斯·帕瑪，77歲，荷蘭書商、出版商、紋章學家和系譜學家。

### 24日
- 勒內·克萊蒙，72歲，法國舞臺和電影演員及劇作家。[81]
- 索隆·格裡戈里亞迪斯，82歲，希臘海軍軍官、記者、作家和政治家。
- 漢斯·雅各斯，87歲，德國滑翔機設計師和先驅。
- 愛德華·聖約翰，78歲，澳大利亞大律師、反核活動家和政治家。[82]
- 勞爾·裘莉婭，54歲，波多黎各演員[83]
- 約翰·勞特納，83歲，美國建築師。[84]
- 伊恩·波特，92歲，澳大利亞股票經紀人、商人和慈善家。[85]
- 蓋伊·鮑爾，89歲，紐西蘭外交官，紐西蘭第一位監察員。
- 亞歷山大·謝萊平，76歲，蘇聯政治家、安全和情報官員。[86]
- 1994年可倫坡自殺式襲擊中遇難的著名人物
  - 奧西亞·阿布根納西嘉拉，44歲，斯里蘭卡政治家和國會議員
  - 加米尼，52歲，斯裡蘭卡政治家和反對黨領袖[87]
  - 韋拉辛格·馬利馬拉奇，64歲，斯里蘭卡政治家和內閣部長
  - 普雷馬錢德拉，54歲，斯里蘭卡政治家和內閣部長

### 25日
- 杨得志，83歲，中國將軍、政治家。[88]
- 喬治·法倫，80歲，美國棒球運動員。[89]
- 鮑勃·甘特，72歲，美國籃球運動員。[90]
- 埃米爾·格呂尼希，79歲，瑞士運動射手。[91]
- 莉蓮·海曼，72歲，美國女演員和歌手[92]
- 卡拉·霍特格林，29歲，美國海軍飛行員[93]
- 侯镜如，92歲，中國陸軍軍官和政治家。
- 安塔爾·科奇斯，88歲，匈牙利拳擊手。[94]
- 約瑟夫·科茲馬，69歲，匈牙利籃球運動員。[95]
- 卡尔-海因茨·梅茨纳，71歲，德國足球運動員。[96]
- 米爾德里德·納特威克，89歲，美國女演員[97]
- 弗蘭克·西班牙獵犬，66歲，美國烤架足球運動員。
- 楊家麟

### 26日
- 諾瑪·迪·愛德華茲，82歲，美國政治家。[98]
- 威爾伯特·哈里森，65歲，美國節奏布魯斯音樂家[99]
- 赫伯特·霍爾巴，62歲，奧地利電影導演和編劇。[100]
- 斯特拉·庫伯勒，72歲，德國猶太婦女，二戰期間蓋世太保的合作者
- 圖塔·羅爾夫，87歲，挪威-瑞典電影和戲劇女演員和歌手。[101]

### 27日
- 凱·貝爾，80歲，美國橄欖球運動員[102]
- 沃利·哈尔德，69歲，加拿大冰球運動員。[103]
- 詹姆斯·施瓦岑巴赫，83歲，瑞士右翼政治家和公關人員。
- 奧瑪律·瓦魯赫，68歲，摩洛哥歌手兼詩人和詞曲作者。
- 羅伯特·懷特，57歲，美國靈魂音樂家和吉他手（放克兄弟）。

### 28日
- 威廉·布恩，83歲，英國化學家。[104]
- 瑪西亞·安娜斯塔西亞·克里斯托福萊德斯，85歲，英國慈善家，藝術收藏家和賽馬所有者。
- 卡爾文·蘇瑟·富勒，92歲，AT&T貝爾實驗室的美國物理化學家。[105]
- 道格米·拉爾比，63歲，摩洛哥演員。
- 拉馬克魯什納·南達，88歲，印度作家、教育家和兒童作家。
- 愛琳·羅伯遜，62歲，美國跨欄運動員。[106]

### 29日
- 什洛莫·葛倫，77歲，波蘭 - 以色列東正教猶太複國主義拉比和塔木德學者。[107]
- 恩斯特·海因里希森，74歲，二戰期間的德國律師和黨衛軍軍官。
- 亚尔马里·基文海莫，105歲，芬蘭體操運動員。[108]
- 曼紐爾・巴瓦查諾・龐斯，69歲，墨西哥電影製片人、導演和編劇。[109]
- 珀爾·普里穆斯，74歲，美國舞蹈家、編舞家和人類學家。[110]

### 30日
- 弗蘭克·科金斯，50歲，美國棒球運動員。[111]
- 奧克利·C·柯林斯，78歲，美國政治家。
- 尼古拉斯·喬治埃斯庫-羅根，88歲，羅馬尼亞數學家、統計學家和經濟學家[112]
- 斯瓦倫·辛格，87歲，印度政治家[113]

### 31日
- 哈爾·埃爾森，84歲，美國低俗小說作家[114]
- 約翰·波普-亨內西，80歲，英國藝術史學家。[115]
- 萊斯特·西爾，76歲，美國唱片公司高管。[116]
- 厄林·斯托達，71歲，挪威農民和歌手。